# Ескориал
Кралският дворец и манастир в Сан Лоренсо де Ел Ескориал (на испански: Real Sitio de San Lorenzo de El Escorial), или накратко Ескориал (El Escorial), е монументален архитектурен комплекс, обединяващ в себе си кралски дворец, манастир и библиотека, който се намира в градчето Сан Лоренсо де Ел Ескориал, на 45 км северозападно от Мадрид, Испания. Ескориал е построен при управлението на крал Филип II Испански, като строежът му започва през 1563 и завършва през 1584 г. Това е архитектурен ансамбъл, който обединява функциите на два съществували дотогава самостоятелни архитектурни комплекса с огромно значение за испанската история: кралският августински манастир Сан Лоренсо де Ел Ескориал и Ла Фреснеда, кралска ловна хижа, на няколко километра от него, използвана за уединение от испанските крале. През 16 и 17 в. Ескориал функционира едновременно като манастир и като официална резиденция на испанските крале. В Ескориал намират обща изява абсолютната мощ на испанската корона и върховенството на католицизма в Испания.
През 1984 г. Ескориал е включен в списъка на Световното културно наследство на ЮНЕСКО. Комплексът е една от най-популярните забележителности в околностите на Мадрид.

## История
Историята на Ескориал започва на 10 август 1557, когато войските на Филип II разбиват французите при Сен Кантен, Фландрия. Тъй като това е денят на Св. Лаврентий (на испански:Сан Лоренсо), крал Филип II решава да построи манастир в чест на светеца. Комплексът трябвало да напомня за могъществото на испанската корона и победата при Сен Кантен. Постепенно планът и значимостта на замисления комплекс се разрастват. Решено е той да въплъти мечтата на Карл V – съчетание от кралски пантеон, манастир и дворец, което да е архитектурен израз на политическата доктрина на испанския абсолютизъм. За изпълнението на замисъла си кралят ангажира група архитекти, които да намерят подходящо място, на което да бъде построен новият дворец. Желанието на Филип II е дворецът да бъде построен на прохладно място, в близост до новата столица, Мадрид. Това трябвало да бъде място за отдих, далеч от грижите за могъществото на империята. Там Филип II желаел да се усамотява в обкръжението на монаси, а не на придворни, поради което на първо време в новата резиденция трябвало да се учреди манастир на ордена на св. Йероним Блажени. Комплексът не трябвало да бъде помпозен, а издържан в строг стил, за да подхожда на строгия характер, мрачността и голямата набожност на Филип II. Замислено е обединителен център на комплекса да бъде огромна базилика, което изразява идеята на краля, че всяко политическо начинание трябва да се ръководи от религиозни съображения. На това отговарят и плановете на краля да превърне комплекса в образователен център, оръжие в ръцете на католическата контрареформация. Неговото поръчение към архитектите са Ескориал да съчетава „простота в конструкцията, строгост като цяло, благородство без надменност, величие без показност“.
След близо година проучвания е решено новият дворцов ансамбъл да бъде построен в подножието на планината Абантос в Сиера де Гвадарама. Това е гористо и ветровито място, мочурлива местност, която дължи името си на намиращите се в близост остатъци от действалите някога железни мини.
Основният камък на Ескориал е положен на 23 април 1563 г. Ръководството на строежа е поверено на кралския архитект Хуан Батиста де Толедо, ученик на Микеланджело. Филип II лично следи етапите по строежа на комплекса и одобрява промените, които се внасят в предварителния архитектурен план. Ескориал е завършен след 21 години през 1584 г. под ръководството на Хуан де Ерера, който заема мястото на починалия през 1567 Хуан Батиста.
Последният камък на комплекса е положен на 13 декември 1584 г. След това с вътрешната декорация на Ескориал се заема група от изтъкнати художници и декоратори, сред които са прочутите италианци Пабло Трибалдини, Лука Камбязо, и Ф. Кастело. За вътрешното оформление на ансамбъла са използвани материали, донесени от различни краища на Иберийския полуостров и Европа. Дървената резба е изработена в Куенка и Авиля, мраморът е изсечен в Арасена, скулптурите са изработени в Милано, а бронзът и среброто са от Толедо, Сарагоса и Фландрия.
След завършването на Ескориал, Филип II започва да събира в него произведения на прочути испански и европейски художници, както и ценни книги и ръкописи. След смъртта на краля колекцията продължава да се разраства и днес Ескориал съхранява творби на Тициан, Ел Греко, Франсиско Сурбаран, Тинторето и Санчес Коельо.

## Архитектура
Ескориал въплъщава по блестящ начин вложените в него идеи. Издигнат от жълт пясъчник, с бедна орнаментика, с чисти и строги форми, той се откроява от околния зелен фон със строг, леко отблъскващ, но внушителен и величествен вид. Целият архитектурен ансамбъл заема площ във формата на правоъгълник със страни 224 на 153 метра. В него има 15 галерии и 16 вътрешни двора. В центъра на комплекса се издига строгата фигура на огромна базилика, от юг са разположени помещенията на манастира, а от север – дворецът. Условно се обособяват четири квадранта (североизточен, северозападен, югоизточен и югозападен), разположени по два от север и юг на базиликата, пред която се намира Дворът на кралете. В четирите ъгъла на ансамбъла са издигнати квадратни островърхи кули. Погледнат от далеч, Ескориал наподобява повече крепост отколкото дворец или манастир. Северната и западната стени на Ескориал са обкръжени от обширен площад, наречен Лонха (lonja), а южната и източните страни са разположени върху тераса, от която се виждат овощни градини, полета и очертанията на Мадрид
Правоъгълният план на Ескориал много наподобява скара. Според едно предание този план е избран в чест на св. Лаврентий, който бил измъчван върху нагорещена желязна скара.
По-популярна обаче е теорията, че планът на комплекса е изработен по описанието на плана на Соломоновия храм в Йерусалим, направено от историка Йосиф Флавий. Две статуи- на Давид и Соломон, поставени пред входа на базиликата, придават допълнителна тежест на тази теория.
Освен това фреските в библиотеката на Ескориал изобразяват легендарните мъдрости на цар Соломон, което още веднъж доказва, че при строежа на Ескориал Филип II Испански се вдъхновявал от мъдрия еврейски цар и неговия храм.
Дори в основата на плана на Ескориал да е залегнал планът на Соломоновия храм, той е бил силно видоизменен, за да отговаря на допълнителните функции, с които е натоварен комплексът: освен манастир той е и пантеон, училище, библиотека и най-вече кралски дворец. Всички тези функции допринасят за удвояването на размерите на комплекса спрямо първоначалния замисъл.
Най-голямо значение за архитектурния облик на Ескориал има неговият архитектурен стил. Филип II настоявал да се скъса със средновековната традиция и да се подчертае европейското значение на страната му, поради което най-подходяща за неговите амбиции се оказва ренесансовата архитектура.

### Базиликата
В центъра на архитектурния комплекс Ескориал се намира базиликата „Сан Лоренцо ел Реал“, която доминира във външния изглед на ансамбъла с високия 92 m купол. Издържана е в стила на късните готически катедрали от Западна Европа. Тя е кръстокуполна базилика – дълъг наос по посока изток-запад, който е разделен надлъжно на три кораба от две дълги аркирани колонади и е пресечен от по-къс напречен кораб – трансепт. Този план на базиликата е видоизменен от Хуан де Ерера вариант на Гръцкия кръст, който има четири равни по дължина рамена. Съгласно измененията в плана размерът на двете камбанарии в западната част на църквата е редуциран, а малкият купол без барабан, планиран да стои над олтара, е заменен от купол с висок барабан, поставен над центъра на базиликата, където се пресичат четирите ѝ рамена.
При оформянето на купола ясно проличава, че Херера се е повлиял от начина, по който е оформен куполът на базиликата „Св. Петър“ в Рим. Но докато куполът в Рим се крепи на редица колони в коринтски стил, с цялата екстравагантност на капителите им, украсени със стилизирани листа, куполът на Ескориал, се крепи на четири гранитни колони, завършващи с обикновени дорийски капители и свързани със семпли романски арки. Така пищният късноренесансов стил на Св. Петър при Ескориал е претворен в застиналия и суров стил, любим на Инквизицията и Контрареформацията.
Най-пищно украсената част на базиликата е областта, обграждаща високия олтар. Триделната преграда на олтара е изработена от червен гранит и яспер, висока е 12 метра и е украсена със скулптури от Леон Леони и три реда фрески, поръчани лично от Филип II. Поставени са и статуи в човешки размери, представящи коленичилото семейството на Карл V и Филип II.

### Дворецът наФилип II
Точно срещу апсидата на голямата базилика, в крайната източната част на комплекса, се намира дворецът на Филип II. В противовес на разкошно украсените оръжейни зали и на мрачната пищност на кралския пантеон покоите на краля са оформени изключително скромно в стила на традиционните испански жилища – трамбован под и бели стени. Стаята на Филип II e с прозорци, гледащи срещу прозорците на базиликата, през които се вижда олтарът, за да може кралят да наблюдава месите от леглото си, когато е повален от пристъпите на подаграта си.

### Кралският пантеон
В криптата, разположена под олтара на голямата базилика, се намира Пантеонът на кралете – кръгла стая със златна украса и мраморни стени. В 26 мраморни ниши, разположени по стените на залата, са положени мраморните ковчези на испанските монарси от династиите на Хабсбургите и Бурбоните. Тук са погребани: Карл I, Филип II, Филип III, Филип IV, Карлос II, Луис I, Карлос III, Карлос IV, Фернандо VII, Исабела II, Алфонсо XII, Алфонсо XIII. Двама бурбонски крале на Испания – Филип V и Фернандо VI, както и Амадей I не са погребани в Ескориал.
Освен кралете на Испания в пантеона по правило почиват и техните майки, но изключение е направено само за кралица Елизабет Бурбонска, която също е положена в криптата, въпреки че не е майка на крал. Единственият мъж, който не е бил крал и е погребан в Пантеона на кралете, е Франсиско де Асизи, който е съпруг на кралица Исабела II и баща на крал Алфонсо XII.
Най-късно в Пантеона са положени останките на крал Алфонсо XIII и съпругата му Виктория Евгения Батенберг. Останките на Дон Хуан де Бурбон и Мария де лас Мерседес, родителите на настоящия крал Хуан Карлос I, са положени в специално помещение, наречено pudridero, което всъщност е зала за тление. В Ескориал има две такива помещения – едно в Пантеона на кралете и второ в Пантеона на принцовете. В тези два pudrideros се допускат само монаси от манастира. В залите за тление телата на покойниците се съхраняват в специални ковчези в продължение на 50 години, колкото е необходимото време за пълното разлагане на телата, след което те се преместват в някоя от нишите на кръглата зала на пантеона.

### Библиотеката
Библиотеката на Ескориал, известна като Regia Laurentina, е разположена в западната част на комплекса, точно срещу Голямата Базилика, от която я отделя големият Двор на кралете. Библиотеката е планирана от Хуан де Ерера, който изработва и дизайна на лавиците. Залата, в която се помещава библиотеката е дълга 45 метра и притежава богата и добре запазена украса от фрески на италианския художник Пелегрино Тибалди.
След завършването на Ескориал Филип II премества в библиотеката цялата си колекция от книги, включващи образци от цяла Испания и Европа. Постепенно фондът на библиотеката се обогатява и днес наброява над 40 хиляди тома, сред които образци от 15 и 16 в., както и над 5000 ръкописа на арабски, латински и испански език, украсата на които е в отлично състояние на консервация.

### Североизточен квадрант на комплекса

#### Залата на битките
Тази зала се намира в североизточния квадрант на комплекса в непосредствена близост до базиликата. Тя е украсена с пищни фрески, изобразяващи най-важните победи на испанските войски, включително и тази над маврите, както и някои победи на Филип II над французите.

#### Дворецът на Бурбоните
През 18 век, по време на крал Карлос III, източната страна на североизточния квадрант на Ескориал е преустроена в жилищна част за Бурбоните, състояща се от няколко апартамента, в които днес е изложена колекция от гоблени, изработени от работничките в Кралската фабрика Санта Барбара, изобразени и върху платната на Гоя.

#### Архитектурен музей и художествена галерия
Разположен на сутерена под апартаментите на Бурбоните, архитектурният музей излага материали, свързани със строежа на Ескориал- планове, инструменти, кранове и други.
В непосредствено съседство с архитектурния музей е художествената галерия, в която се съхраняват платна от различни европейски художествени школи от 15 в., 16 в. и 17 в.

### Югоизточен квадрант

#### Пантеон на принцовете
Тази зала се намира в източната част на югоизточния квадрант на комплекса и е завършена едва през 1888 г. В нея са положени телата на принцовете, принцесите и кралиците, които не са родили испански крал. Пантеонът на принцовете съдържа 60 погребални ниши, от които са запълнени точно 47. Специално място в Пантеона на принцовете заема саркофагът на Дон Хуан Австрийски (1547 – 1578), изграден от бял мрамор.

#### Малкият манастир и главното стълбище
Малкият манастир и главното стълбище затварящи от запад Двора на Евангелистите, са украсени с над 62 фрески на религиозни теми, дело на Тибалди, Гамбясо, Карвахал, Чинчинато и Баросо. Сводът на стълбището е украсен с фрески на Лука Джордано, известни като „Славата на испанските Хабсбурги“.

#### Училището и манастирът на Св. Лаврентий
Училището на Ескориал заема целия северозападен квадрант на комплекса, а манастирът на Св. Лаврентий – целия югозападен квадрант. В годините на Реформацията училището и манастирът стават главно средище за подготовка на верни на Католическата църква отци, които да се борят с идващото от север „вредно“ влияние на реформаторските идеи. В манастира на Ескориал се намира един от на-големите реликварии в Католическия свят с над 7500 реликви, разпределени в над 500 по-малки скулптурни реликвария